# (2234) Schmadel
(2234) Schmadel – planetoida z pasa głównego asteroid okrążająca Słońce w ciągu 4 lat i 160 dni w średniej odległości 2,7 au. Została odkryta 27 kwietnia 1977 roku w Europejskim Obserwatorium Południowym przez Hansa-Emila Schustera. Nazwa planetoidy pochodzi od Lutza Schmadela (ur. 1942), niemieckiego astronoma. Przed nadaniem nazwy nosiła oznaczenie tymczasowe (2234) 1977 HD.